# Скэллон, Роб
Роберт Эндрю Скэллон (англ. Robert Andrew Scallon), более известный как Роб Скэллон (англ. Rob Scallon; 26 августа 1990, Шампейн, Иллинойс, США) — американский блогер, музыкант, мульти-инструменталист, живущий в Чикаго, штат Иллинойс. Он наиболее известен множеством вирусных видео с его музыкой, в том числе песнями в стиле хеви-метал, исполненными на традиционно неметаллических инструментах.

## Ранняя жизнь
Скэллон родился 26 августа 1990 года в Шампейне, штат Иллинойс, и вырос в Арлингтон-Хайтс, штат Иллинойс. В детстве он и его друзья посещали местный магазин Guitar Center и играли на инструментах, но никогда не покупали их из-за нехватки денег. Свою первую гитару, классическую с нейлоновыми струнами, ему подарил отец друга. Он использовал её для написания своих первых сольных песен, и она использовалась во многих его ранних видео.
Подростком Скэллон играл на барабанах в метал группе Gas Mask Catalogue.

## Карьера
Скэллон начал загружать песни на YouTube в феврале 2007 года, а в 2008 году у него начали появляться поклонники. Его популярность началась, когда он начал делать каверы на металлические песни с использованием народных и кантри-инструментов. Наиболее примечательными являются его исполнения песен на банджо, в том числе «Raining Blood» группы Slayer, «Master of Puppets» группы Metallica и «Psychosocial» группы Slipknot, причем в последней эпизодическую роль сыграл Кори Тейлор. В его видеороликах участвовали Эндрю Хуанг, Boyinaband, Davie504, Дуг Уокер, Джаред Дайнс, Лео Морачиоли, Мэри Спендер и Сара Лонгфилд.
Скэллон выпустил несколько сольных альбомов. Хотя большинство из них выпущено самостоятельно, его EP Anchor и полноформатник The Scene is Dead продаются через DFTBA Records. В его релизах участвовали такие инструменталисты, как Джефф Лумис, Рабеа Массаад, Ола Инглунд и Пит Коттрелл. Он играет на барабанах в группе Hank Green and the Perfect Strangers, а их дебютный альбом Incongruent занял третье место в чарте Billboard Comedy Albums в 2014 году. Он также участвует в совместном проекте с Эндрю Хуангом под названием First of October, новой группы. который записывает альбом за одну сессию записи 1 октября.
Скэллон выпустил фирменную серию гитар с Chapman Guitars в 2017 году. В 2020 году к его линейке добавились еще три гитары. В 2022 году Скаллон прекратил сотрудничество с Chapman и запустил новую линейку гитар с Schecter.
Скэллон в партнерстве с Sweetwater Sound получил мировой рекорд Гиннеса как самый большой педалборд с гитарными эффектами в 2019 году. Установка включала 319 отдельных педалей, 34 педалборда и более 500 футов (150 м) кабелей. 1 января 2021 года Скаллон запустил GuitarQuest, платный онлайн-курс по обучению людей игре на гитаре. Позже в том же году он выпустил песню «MudHook» с участием барабанщика Unearth Ника Пирса.
10 июня 2023 года Скэллон объявил на своем канале YouTube, что он работает в партнерстве со студией разработки Ritual Studios над созданием приключенческой видеоигры в пиксельной графике под названием Fretless — The Wrath of Riffson. Главный герой Роб и вселенная игры напрямую вдохновлены Скэллоном и его друзьями из музыкальной индустрии. Геймплей будет ориентирован на ритмичные бои с элементами RPG.

## Личная жизнь
Младший брат Скэллона, Джон, в подростковом возрасте тоже занимался музыкой. Он оставил свои инструменты Робу, когда уезжал в колледж. Несколько инструментов из личной коллекции Скаллона созданы по индивидуальному заказу в сотрудничестве с другими создателями контента.
Скэллон начал встречаться с Тамарой Чемберс в 2012 году. Они поженились в ноябре 2020 года. Они сотрудничали в различных проектах, таких как вступление к эпизодам «Good Mythical Morning» 2012 года и кавер на песню Фаррелла Уильямса «Happy» в 2014 году.